# At Fillmore East
At Fillmore East ist ein Doppel-Livealbum der Allman Brothers Band, das 1971 veröffentlicht wurde. Die Einspielung stellte den Durchbruch für die Band dar und ist noch heute eines ihrer meistverkauften Alben. Es wird weithin als eine der bedeutendsten Liveaufnahmen in der Geschichte der Rockmusik angesehen.

## Bedeutung
Das Album wurde im Fillmore East Club in New York City, am 12. und 13. März 1971 aufgenommen. Die Musik ist eine Mischung aus Blues, Southern Rock und Jazz.
Es erreichte Position 13 der Billboard Album-Charts.
2003 platzierte der Musiksender VH1 At Fillmore East auf Rang 59 der Greatest Albums of All Time. Das Rolling Stone Magazine nannte das Album im gleichen Jahr auf Position 49 der Liste der 500 Greatest Albums of All Time.
At Fillmore East wurde von der RIAA im Oktober 1971 mit Gold und im August 1992 mit Platin ausgezeichnet und ist damit das erste Album der Band, welches Platinstatus erreichte.

## Titelliste
1. Statesboro Blues (Blind Willie McTell) – 4:17
2. Done Somebody Wrong (Elmore James, Clarence L. Lewis, Morris Levy) – 4:33
3. Stormy Monday (T-Bone Walker) – 8:44
4. You Don't Love Me (Willie Cobbs) – 19:15
5. Hot 'Lanta (Gregg Allman, Duane Allman, Dickey Betts, Butch Trucks, Berry Oakley, Jai Johanny Johanson) – 5:17
6. In Memory of Elizabeth Reed (Dickey Betts) – 13:04
7. Whipping Post (Gregg Allman) – 22:56

## Editionen
- 1992 wurden die Stücke des Albums zusammen mit den Live-Tracks des Albums Eat a Peach und einer Einspielung des Stückes One Way Out aus einem weiteren Fillmore-Konzert unter dem Titel The Fillmore Concerts noch einmal veröffentlicht.[3]

- Eine Deluxe Edition wurde 2003 von Mercury Records als Doppel-CD herausgegeben. Die Edition enthält dieselben Songs in einer geringfügig veränderten Reihenfolge gegenüber The Fillmore Concerts sowie mit Midnight Rider ein zusätzliches Stück. Die Deluxe Edition basierte auf den Masterbändern von At Fillmore East und Eat a Peach und ähnelt diesen klanglich daher mehr als die 1992er Edition.[4]

- 2014 schließlich erschienen, ebenfalls von Mercury veröffentlicht, The 1971 Fillmore East Recordings in einer Box mit sechs CDs. Die Box enthält die vier vollständigen Auftritte der Band im Fillmore am 12. und 13. März 1971 und zusätzlich ihren Auftritt anlässlich der Abschiedsshow des Fillmore East am 27. Juni 1971. Diese Edition wurde in einem Multikanal-Mix auch als Blu-ray vertrieben.[5][6]